# Barranco del Boch
El barranco del Boch es un cauce fluvial situado en el municipio de Crevillente, en la provincia de Alicante (España). Este barranco es conocido por su importancia en la construcción del embalse de Crevillente, que se construyó en el año 1985 y que ocupa una superficie de 108 hectáreas, con una capacidad máxima de aproximadamente 13 Hm³.
El barranco del Boch ha sido objeto de denuncias por parte de grupos ecologistas debido a la acumulación de residuos en su cauce, lo que ha provocado una imagen triste y degradante del lugar. El Barranco del Boch también es conocido por ser el punto de partida de diversas rutas de senderismo y ciclismo de montaña, como la ruta al Picacho de San Cayetano, que constituye uno de los mejores miradores de las comarcas del Bajo Vinalopó y Vega Baja del Segura, al sur de Alicante.